# Johann Jakob Kirchhoff
Johann Jakob Kirchhoff (* 13. Juli 1796 in Berlin; † 30. Dezember 1848 in Leipzig) war ein deutscher Maler, Illustrator und Lithograf.

## Leben
Johann Jakob Kirchhoff wurde als Sohn des Leutnant a. D. Johann Jacob (* unbekannt; † 1807) aus der Rheinpfalz und dessen Ehefrau Anna Sophia Krüger (* unbekannt; † 1803) geboren. Weil seine Eltern bereits sehr früh verstarben, wurde er durch einen Vormund erzogen.
Er besuchte die Französische Domschule der französisch reformierten Gemeinde in Berlin und hier war bereits sein Talent für Malerei und Komposition erkennbar. Nach Abschluss der Schule wurde er 1811 von seinem Vormund in die Lehre zu Professor Karl Röthig gegeben, der damals Besitzer einer Wagenlackfabrik war und eine Zeichenschule betrieb. 1815 erhielt Johann Jakob Kirchhoff die Erlaubnis, in der königlichen Gemäldegalerie im Berliner Schloss die Bilder der älteren Meister zu kopieren. Durch sein Talent und Auftreten erwarb er sich die Anerkennung und Freundschaft der anderen dort arbeitenden Künstler.
Nach einer Prüfung wurde er von dem Direktor Johann Gottfried Schadow in die Lehrklasse der Akademie der Künste aufgenommen. Im Anschluss an seinen akademischen Studien widmete er sich überwiegend der Porträtmalerei in Öl und Miniatur, auch angeregt durch seinen späteren Schwiegervater Wilhelm Reuter (1768–1834), der Hofmaler war. Weiter beschäftigte er sich mit Lithographie und Kupferstich, aber auch mit dem Holzschnitt. Im Laufe der Zeit veränderte sich sein Malstil und er näherte sich mehr der niederländischen Schule an. Überwiegend führte er Geschichtsmaler-Arbeiten für buchhändlerische Zwecke aus.
Im Frühling 1848 wurde ihm die Leitung des künstlerischen Teils der Illustrirten Zeitung in Leipzig angetragen. Hierzu übersiedelte er nach Leipzig, erkrankte allerdings bereits kurz nach dem Umzug an einer Luftröhren-Schwindsucht, an der er dann verstarb.
Johann Jakob Kirchhoff war mit Wilhelmine Reuter (1803–1869) verheiratet und hatte mit ihr gemeinsam drei Söhne:
- Adolf Kirchhoff (6. Januar 1826; † 27. Februar 1908), Philologe
- Albrecht Kirchhoff (* 30. Januar 1827; † 20. August 1902), Buchhändler
- Otto Kirchhoff (1834–1910) , Buchhändler

## Werke
- C. F. Gellert's sämmtliche Fabeln und Erzählungen. Autoren: Christian Fürchtegott Gellert, Schriftsteller  Theologe; Johann Jakob Kirchhoff; Friedrich Guimpel; Berlin: Oehmigke, 1824.[2]
- Die Erzählerin: eine Sammlung von nützlichen, lehrreichen und unterhaltenden Geschichten, Sagen, Beschreibungen und Naturmerkwürdigkeiten, und von den Sitten anderer Völker; für das Alter von 10 - 15 Jahren. Autoren: J Satori; Eduard Holbein; Johann Jakob Kirchhoff; Heinrich Lami; Berlin Morin 1838.
- Die Geschichte des deutschen Volkes. Autoren: Eduard Duller; Johan Jakob Kirchhoff; Ludwig Richter; Leipzig: G. Wigand, 1840.[3]
- Buntes Kleeblatt. Autoren: Auguste Kuehn; Johann Jakob Kirchhoff; Berlin: Morin, [1841].
- Geschichte der Kreuzzüge. Autoren: Johann Sporschil; Johann Jakob Kirchhoff; Leipzig: Friedrich Volckmar, 1843.[4]
- Poésies et fables à l'usage de la jeunesse. Autoren: A Charlier; Johann Jakob Kirchhoff; Leipzig Kretzschmar (ca. 1845)
- Die Völkerschlacht bei Leipzig im Jahre 1813: Nebst einer Karte des Schlachtfeldes und einem Plane der Stadt Leipzig im Jahre 1813. Autoren: Franz Sommer; Eduard Kretzschmar; Johann Jakob Kirchhoff; Leipzig: Kretzschmar, 1847.[5]
- Abenteuer des Johann Dietrich Märchen von der Insel Rügen. Autoren: Ernst Moritz Arndt; Johann Jakob Kirchhoff; Leipzig Wigand Greifswald Universitätsbibliothek 1848
- Allgemeine Weltgeschichte für Töchter. Autoren: Wilhelm Fornet; Johann Jakob Kirchhoff; Giovanni Lami; Leipzig : Rubach Baensch, (1849)[6]
- Lieder und Fabeln für die Jugend: mit vielen neuen Beiträgen. Autoren: Robert Reinick; Johann Jakob Kirchhoff; Leipzig Kretzschmer (1849)
- Blumenstrauß: Geschichten, Fabeln und Lieder für Kinder von 5-8 Jahren. Berlin Riese 1863[7]